# Lúcio Vetúrio Filão (cônsul em 206 a.C.)
Lúcio Vetúrio Filão ou Lúcio Vetúrio Filo (em latim: Lucius Veturius Philo) foi um político da gente Vetúria da República Romana eleito cônsul em 206 a.C. com Quinto Cecílio Metelo. Foi o último cônsul de sua gente, em desgraça desde a rendição de Tito Vetúrio Calvino na Batalha das Forcas Caudinas, mais de cem anos antes. 

## Segunda Guerra Púnica
Apareceu pela primeira vez em 212 a.C., como legado de Ápio Cláudio Pulcro no cerco de Cápua. Foi depois edil curul em 210 a.C., pretor peregrino em 209 a.C. e propretor da Gália Cisalpina a partir deste mesmo ano. Ficou na Gália até 207 a.C., quando passou a servir como legado militar dos cônsules Caio Cláudio Nero e Marco Lívio Salinador. Foi enviado a Roma com Quinto Cecílio Metelo depois da vitória romana na Batalha do Metauro para informar o Senado Romano da vitória e da morte de Asdrúbal.

### Consulado 206 a.C.
Foi eleito cônsul com Quinto Cecílio Metelo, com quem havia servido na campanha contra Asdrúbal. Os cônsules receberam Brúcio como província com o objetivo de levar adianta a campanha contra Aníbal, cada vez mais encurralado. Porém, o ano se passou sem nenhum combate importante. Filão retornou a Roma para organizar as eleições e Cecílio Metelo ficou em Brúcio como procônsul.

### Final da guerra
Em 204 a.C., Metelo foi nomeado ditador comitiorum habendorum causa e escolheu Filão como seu mestre da cavalaria. Acompanhou Cipião em sua campanha na África e lutou na vitoriosa Batalha de Zama (202 a.C.), recebendo a honra de ser o mensageiro a levar a boa notícia da derrota de Aníbal a Roma  .